# Entella Foot-Ball Club 1934-1935
Questa voce raccoglie le informazioni riguardanti l'Entella Foot-Ball Club nelle competizioni ufficiali della stagione 1934-1935.

## Divise
| Prima divisa |

## Rosa
| N. |                   | Ruolo | Calciatore          |
| -- | ----------------- | ----- | ------------------- |
|    | Italia (bandiera) | D     | Bruno Berra         |
|    | Italia (bandiera) | D     | Agostino Bertolotto |
|    | Italia (bandiera) | C     | Sergio Boero        |
|    | Italia (bandiera) | A     | Mario Bossarelli    |
|    | Italia (bandiera) | D     | Vittorio Bulla      |
|    | Italia (bandiera) | C     | Giovanni Canale     |

| N. |                   | Ruolo | Calciatore          |
| -- | ----------------- | ----- | ------------------- |
|    | Italia (bandiera) | A     | Romolo Castagnino   |
|    | Italia (bandiera) | A     | Beppino Gatti       |
|    | Italia (bandiera) | C     | Michele Giachino    |
|    | Italia (bandiera) | D     | Guerrino Martinetto |
|    | Italia (bandiera) | P     | Gino Vannucci       |
|    | Italia (bandiera) | D     | Zanacchi            |